# Гюнеш, Умут
Умут Гюнеш (тур. Umut Güneş; род. 16 марта 2000, Альбштадт) — турецкий футболист, полузащитник клуба «Трабзонспор».

## Клубная карьера
Гюнеш — воспитанник немецкого клуба «Штутгарт». В 2018 году он начал выступать за дублирующий состав. В 2019 году Гюнеш перешёл в «Аланьяспор». 30 ноября в матче против «Анкарагюджю» он дебютировал в турецкой Суперлиге. 18 октября 2021 года в поединке против «Кайсериспора» Умут забил свой первый гол за «Аланьяспор». 
В 2023 году Гюнеш перешёл в «Трабзонспор». 3 декабря в матче против «Кайсериспора» он дебютировал за новый клуб. 

## Международная карьера
В 2017 году Гюнеш в составе юношеской сборной Турции принял участие в юношеском чемпионате Европы в Хорватии. На турнире он сыграл в матчах против команд Испании, Италии, Англии, Хорватии и Венгрии. В поединке против испанцев Умут забил гол.
В том же году Гюнеш принял участие в юношеском чемпионате мира в Индии. На турнире он сыграл в матче против команды Мали.
В 2018 году Гюнеш в составе юношеской сборной Турции принял участие в юношеском чемпионате Европы в Финляндии. На турнире он сыграл в матчах против команд Англии, Франции и Украины.